# Premium BOX 〜オリジナル・アルバム・コレクション〜
『Premium BOX 〜オリジナル・アルバム・コレクション〜』（プレミアム・ボックス オリジナル・アルバム・コレクション）は、麻丘めぐみ通算2作目のCD-BOX。CD12枚とDVD1枚が収められている。2009年3月25日発売。発売元はビクターエンタテインメント。規格品番はVIZL-324。

## 解説
3歳で子役として芸能界デビュー（来歴は「プロフィール」参照）後、2009年に芸能活動50周年を迎えた記念作品として発売された、麻丘めぐみの生産限定ボックス・セット。歌手デビューは1972年である。
CD-DA12枚にDVD-Video1枚の、計13枚がボックス内に収納されている。詳細は下記の通り。
- ディスク1からディスク10は、1970年代に発売された全10作品のスタジオ・アルバムがCD化されている。アナログ・レコード（LP）でリリースされた当時の形態がCDサイズに縮小された紙ジャケット仕様で、レコード・ジャケット、歌詞カード、封入物（写真集など）、LP帯も復刻されている。また、アルバム未収録だったシングルレコードA・B面曲[2]や、ベスト・アルバムなどにのみ収録されたカバー・ソングなどがボーナス・トラックとして追加収録された。その中には、1977年の結婚による引退を経て、活動を再開した1983年以降に発売されたシングル4タイトル計8曲（ディスク10のM-11「あいたいよ」からM-18「返して…」まで）も含まれている。
- ディスク11とディスク12は、発売されたベスト・アルバム『ベスト・コレクション'76』を復刻したスペシャルCD。ベスト・アルバムながら、当作品にのみ収録された洋楽のカヴァーを多く含んでいる。それらカヴァー曲の初CD化に加え、曲間のナレーションや効果音などもカットされておらず、アルバム単位での復刻自体が初となった。
- ディスク13は、1970年代のテレビ映像が収録されたスペシャルDVD。全映像が初商品化となる。かつて、毎週土曜日20時枠で放送されていたTBS系列TVバラエティ『8時だョ!全員集合』（1969年10月4日〜1985年9月28日）におけるテレビ歌唱映像と、スポニチ芸能ライブラリーの映像から構成されている。

これら収録音源は、すべてリマスタリングが施された。
各ディスクには、麻丘めぐみ自身とライターの対談を紙面に起こしたライナーノーツと歌詞を掲載した別冊ブックレット付（スペシャルCD以外）。DVD添付のものは、質疑応答インタビュー形式のコメントも掲載されている。
ディスク1から10までのオリジナル・アルバムは、本ボックスと同時に単品発売もされた。ただし、『ベスト・コレクション'76』復刻スペシャルCD2枚とDVDは本ボックスでのみ視聴可能となっている。尚、10枚のアルバムのうち、『さわやか』から『ロマンへの旅立ち』までの6作品は過去にCD化されたことがあったが（各ディスクに今回収録されたボーナス・トラックは除く）、『青春』以降の4作品は2009年をもって初CD化となった。

## 収録内容
| CD      | 『さわやか』（1972年8月5日） + 11 |
| Disc.1  | 1. 芽ばえ 2. としごろ 3. お母さん 4. 海辺の白い家 5. さよならのブルース（原曲：平山三紀） 6. ふたたび愛を（歌唱：平山三紀、伊東ゆかりなど） 7. 素晴らしき16才 8. 愛するハーモニー（原曲：ニール・リード） 9. ママに捧げる詩（原曲：ニュー・シーカーズ） 10. たそがれ 11. 思い出の日記 12. 希望の旅（原曲：平山三紀） 13. 決めちゃったから -ボーナス・トラック- 14. マリアの涙 -ボーナス・トラック- 15. 白い夜 -ボーナス・トラック- 16. クラスメイト -ボーナス・トラック- 17. 枯葉が一枚 -ボーナス・トラック- 18. さよならの頃 -ボーナス・トラック- 19. 別れ道 -ボーナス・トラック- 20. キッス・ミー -ボーナス・トラック- 21. 友達の恋人 -ボーナス・トラック- 22. 芽ばえ -オリジナル・カラオケ、ガイドメロディー入り- 23. たそがれ -オリジナル・カラオケ- |
| CD      | 『あこがれ』（1972年12月20日） + 12 |
| Disc.2  | 1. 悲しみよこんにちは 2. 忘れるために 3. 見果てぬ夢 4. さよならの丘 5. 愛の迷い子 6. 手紙 7. 女の子なんだもん 8. やくそく 9. 恋する17才 10. 大人になる日 11. もしかしたら 12. 初めての恋 13. バラのかげり -ボーナス・トラック-（原曲：南沙織） 14. 恋の風車 -ボーナス・トラック-（原曲：チェリッシュ） 15. 誰も知らない -ボーナス・トラック-（原曲：伊東ゆかり） 16. さすらいの天使 -ボーナス・トラック-（原曲：いしだあゆみ） 17. 夢でいいから -ボーナス・トラック-（原曲：いしだあゆみ） 18. 色づく街 -ボーナス・トラック-（原曲：南沙織） 19. 涙の中を歩いてる -ボーナス・トラック-（原曲：いしだあゆみ） 20. あなたならどうする -ボーナス・トラック-（原曲：いしだあゆみ） 21. 悲しみよこんにちは -オリジナル・カラオケ- 22. もしかしたら -オリジナル・カラオケ- 23. 女の子なんだもん -オリジナル・カラオケ- 24. 忘れるために -オリジナル・カラオケ- |
| CD      | 『めぐみの休日』（1973年5月25日） + 12 |
| Disc.3  | 1. 朝のめざめ 2. 朝もやの散歩道 3. 森を駈ける恋人たち 4. 春がいっぱい 5. そよ風のテラス 6. 素敵なドライブ 7. バケイション 8. いつも一緒に 9. たそがれに歩けば 10. ひとりの私 11. 星のセレナーデ 12. グッド・ナイト・ママ 13. 積木の部屋 -ボーナス・トラック-（原曲：布施明） 14. ブルー・ライト・ヨコハマ -ボーナス・トラック-（原曲：いしだあゆみ） 15. ロコモーション -ボーナス・トラック-（歌唱：リトル・エヴァ、伊東ゆかりなど） 16. 逃避行 -ボーナス・トラック-（原曲：麻生よう子） 17. 心もよう -ボーナス・トラック-（原曲：井上陽水） 18. 私は泣いています -ボーナス・トラック-（原曲：りりィ） 19. やさしく歌って -ボーナス・トラック-（歌唱: ロリ・リーバーマン、ロバータ・フラック等） 20. グッド・バイ・マイ・ラブ -ボーナス・トラック-（原曲：アン・ルイス） 21. 人形の家 -ボーナス・トラック-（原曲：弘田三枝子） 22. ミドリ色の屋根 -ボーナス・トラック-（原曲：ルネ・シマール） 23. 森を駈ける恋人たち -オリジナル・カラオケ- 24. そよ風のテラス -オリジナル・カラオケ- |
| CD      | 『めぐみと若い仲間たち』（1973年8月25日） + 4 |
| Disc.4  | 1. わたしの彼は左きき 2. すれ違った恋人 3. さよならの代りに 4. 恋の学校 5. 勇気をだして 6. 恋人なら 7. おとずれ 8. もう大人なのに 9. 三分電話 10. ごめんなさい 11. 時計 12. 雨あがり 13. 明日になれば 14. アルプスの少女 -ボーナス・トラック- 15. ヘイ・ミスター -ボーナス・トラック- 16. わたしの彼は左きき -オリジナル・カラオケ- 17. アルプスの少女 -オリジナル・カラオケ- |
| CD      | 『白い部屋』（1974年4月25日） + 5 |
| Disc.5  | 1. 白い部屋 2. ウェディング・ドレス 3. 私はシャンソン（原曲：ダニエル・ビダル） 4. ワン・ファイン・デー（歌唱：シフォンズ、キャロル・キングなど） 5. 裸足のふたり 6. 真珠の涙 7. この世の果てに（原曲：スキータ・デイヴィス） 8. 恋はボサノバ（原曲：イーディ・ゴーメ） 9. 誘惑の年頃 10. 屋敷町 11. マイ・ウエイ（歌唱：フランク・シナトラ、布施明など） 12. ジャンバラヤ（原曲：ハンク・ウィリアムス） 13. ときめき -ボーナス・トラック- 14. グッド・バイ -ボーナス・トラック- 15. ときめき -オリジナル・カラオケ- 16. 白い部屋 -オリジナル・カラオケ- 17. 白い部屋 -オリジナル・カラオケ、ハーモニー入り- |
| CD      | 『ロマンへの旅立ち』（1975年4月25日） + 8 |
| Disc.6  | 1. 水色のページ 2. 霧雨の街 3. 風邪をひいた彼 4. 夜のおしゃべり 5. 外人墓地 6. 一泊旅行 7. 雪の中の二人 8. 右さがりのさよなら 9. 恋にゆれて 10. 遅くなってもいいの 11. めがねを外した顔が好き 12. 海を見ていたら 13. 悲しみのシーズン -ボーナス・トラック- 14. ひまわりの花 -ボーナス・トラック- 15. 悲しみのシーズン -オリジナル・カラオケ- 16. ひまわりの花 -オリジナル・カラオケ- 17. 雪の中の二人 -オリジナル・カラオケ- 18. 恋にゆれて -オリジナル・カラオケ- 19. 水色のページ -オリジナル・カラオケ- 20. 風邪をひいた彼 -オリジナル・カラオケ- |
| CD      | 『青春』（1975年7月5日） + 10 ＜初CD化＞ |
| Disc.7  | 1. 恋のあやとり 2. 鳩時計 3. 予感 4. トランプ遊び 5. すみれの便箋 6. ひとりぼっちの午後 7. ダンスをどうぞ 8. 街角 9. オモチャのお猿 10. 遠い愛 11. 友達の恋人 12. 枯葉が散ってしまわないうちに 13. 美しく燃えながら -ボーナス・トラック- 14. 夏の終りにきた手紙 -ボーナス・トラック- 15. 白い微笑 -ボーナス・トラック- 16. 青いコーヒー・カップ -ボーナス・トラック- 17. 恋のあやとり -オリジナル・カラオケ- 18. すみれの便箋 -オリジナル・カラオケ- 19. 美しく燃えながら -オリジナル・カラオケ- 20. 夏の終りにきた手紙 -オリジナル・カラオケ- 21. 白い微笑 -オリジナル・カラオケ- 22. 青いコーヒー・カップ -オリジナル・カラオケ- |
| CD      | 『春支度』（1976年1月25日） + 5 ＜初CD化＞ |
| Disc.8  | 1. 春支度 2. 休日 3. 卒業 4. 早春旅行 5. 20才 6. さよならありがとう 7. モノ・ミュージカル「白鳥の詩」：私のお城 8. モノ・ミュージカル「白鳥の詩」：さよなら弱虫さん 9. モノ・ミュージカル「白鳥の詩」：7人の私 10. モノ・ミュージカル「白鳥の詩」：ひとりぼっちのウェディング 11. モノ・ミュージカル「白鳥の詩」：白鳥の詩 12. 「いちご白書」をもう一度 -ボーナス・トラック-（原曲：バンバン） 13. 想い出まくら -ボーナス・トラック-（原曲：小坂恭子） 14. 今はもうだれも -ボーナス・トラック-（原曲：アリス） 15. 卒業 -オリジナル・カラオケ- 16. 20才 -オリジナル・カラオケ- |
| CD      | 『プライバシー・ファッション』（1976年7月1日） + 11 ＜初CD化＞ |
| Disc.9  | 1. 夏八景 2. 空っぽの椅子 3. はじらい 4. 雨もよう 5. だまされたいの 6. もうあの調べはひく気も起きない 7. 黄昏のテラス 8. 話せる人なのネ 9. 恋景色 10. 風暦 11. 銀世界 -ボーナス・トラック- 12. 映画のあとで -ボーナス・トラック- 13. ねえ -ボーナス・トラック- 14. 原宿グラフィティ -ボーナス・トラック- 15. 夏八景 -オリジナル・カラオケ- 16. 黄昏のテラス -オリジナル・カラオケ- 17. 夜霧の出来事 -オリジナル・カラオケ- 18. 銀世界 -オリジナル・カラオケ- 19. 映画のあとで -オリジナル・カラオケ- 20. ねえ -オリジナル・カラオケ- 21. 原宿グラフィティ -オリジナル・カラオケ- |
| CD      | 『白壁の肖像』（1976年11月15日） + 8 ＜初CD化＞ |
| Disc.10 | 1. 白壁の肖像 2. 想い出のロシータ 3. サンタ・バーバラへ 4. ハーバー・サンセット 5. 黄昏ひとりきり 6. 十番館 7. 夜霧の出来事 8. モトマチあたり 9. 落日の舗道 10. ヨコハマ・ロンサム・ボート 11. あいたいよ -ボーナス・トラック- 12. 夢のつづき -ボーナス・トラック- 13. 京都哀愁 -ボーナス・トラック- 14. ヨコハマ慕情 -ボーナス・トラック- 15. 離婚美人 -ボーナス・トラック- 16. 芦屋の雨 -ボーナス・トラック- 17. やさしくしないで -ボーナス・トラック- 18. 返して… -ボーナス・トラック- |
| CD      | スペシャルCD 1 |
| Disc.11 | 1. 芽ばえ 2. アイドルを探せ（歌唱：シルヴィ・ヴァルタン、中尾ミエなど） 3. 森を駈ける恋人たち 4. そよ風にのって（歌唱：マージョリー・ノエル、南沙織など） 5. アルプスの少女 6. 花のささやき（原曲：ウィルマ・ゴイク） 7. わたしの彼は左きき 8. 女の子なんだもん 9. 夢みるシャンソン人形（歌唱：フランス・ギャル、中尾ミエなど） 10. ときめき 11. 恋のあやとり 12. 夢のカリフォルニア（原曲：ママス&パパス） |
| CD      | スペシャルCD 2 |
| Disc.12 | 1. 白い微笑 2. 砂に消えた涙（歌唱：ミーナ、弘田三枝子など） 3. 雪の中の二人 4. さすらいのギター（歌唱：小山ルミなど） 5. 水色のページ 6. ブーベの恋人（原曲：クラウディア・カルディナーレ） 7. 悲しき雨音（原曲：ザ・カスケーズ） 8. シェルブールの雨傘（原曲：ダニエル・リカーリ） 9. 悲しみのシーズン 10. カーサ・ビアンカ（歌唱：ヴィッキー、小川知子など） 11. 美しく燃えながら 12. 悲しき天使（原曲：メリー・ホプキン） |
| DVD     | テレビ映像集スペシャルDVD |
| Disc.13 | 1. 芽ばえ（プロモーション映像#1） スポニチ芸能ライブラリーより 2. 芽ばえ（TBS系『8時だョ!全員集合』、1972年8月19日放送） 3. 「初めてのパーティー」 スポニチ芸能ライブラリーより 4. 「スケート抜群よ」 スポニチ芸能ライブラリーより 5. 女の子なんだもん（TBS系『8時だョ!全員集合』、1973年3月24日放送） 6. 「グアム島の隊長」 スポニチ芸能ライブラリーより 7. 森を駈ける恋人たち（TBS系『8時だョ!全員集合』、1973年5月5日放送） 8. 森を駈ける恋人たち（TBS系『8時だョ!全員集合』、1973年6月16日放送） 9. わたしの彼は左きき（TBS系『8時だョ!全員集合』、1973年8月4日放送） 10. わたしの彼は左きき（TBS系『8時だョ!全員集合』、1973年9月29日放送） 11. 「わたしの彼は中高生」 スポニチ芸能ライブラリーより 12. アルプスの少女（TBS系『8時だョ!全員集合』、1973年10月20日放送） 13. アルプスの少女（TBS系『8時だョ!全員集合』、1973年11月17日放送） 14. ときめき（TBS系『8時だョ!全員集合』、1974年2月16日放送） 15. 「元気になりました」 スポニチ芸能ライブラリーより 16. 「ケガと暑さにまけず!」 スポニチ芸能ライブラリーより 17. 雪の中の二人（TBS系『8時だョ!全員集合』、1974年11月23日放送） 18. 「元気にサイクリング」 スポニチ芸能ライブラリーより 19. 白い微笑（TBS系『8時だョ!全員集合』、1975年11月29日放送） 20. 卒業（TBS系『8時だョ!全員集合』、1976年3月20日放送） 21. 夏八景（TBS系『8時だョ!全員集合』、1976年5月22日放送） 22. 芽ばえ（プロモーション映像#2、ボーナス映像） スポニチ芸能ライブラリーより |

## 関連作品
- 『さわやか』（1972年8月5日） - オリコン最高位9位。
- 『あこがれ』（1972年12月20日） - オリコン最高位10位。
- 『めぐみの休日』（1973年5月25日） - オリコン最高位12位。
- 『めぐみと若い仲間たち』（1973年8月25日） - オリコン最高位13位。
- 『白い部屋』（1974年4月25日） - オリコン最高位22位。
- 『ロマンへの旅立ち』（1975年4月25日） - オリコン最高位39位。
- 『青春』（1975年7月5日） - オリコン最高位28位。
- 『春支度』（1976年1月25日）
- 『プライバシー・ファッション』（1976年7月1日） - オリコン最高位92位。
- 『白壁の肖像』（1976年11月15日） - ベスト盤との2枚組。